# Ihsane El Kadi
Ihsane El Kadi (en arabe : إحسان القاضي), dit El Kadi Ihsane, né le 27 avril 1959 est un journaliste et éditeur de médias algérien et militant pour la liberté de la presse. Il est fondateur et directeur des médias indépendants Maghreb Émergent et Radio M.

## Biographie

### Jeunesse et première arrestation
Issu d'une famille originaire de la Kabylie, Ihsane El Kadi naît le 27 avril 1959 à Tripoli, en Libye, où son père, Bachir El Kadi, travaille pour le compte du FLN et dirige une base de renseignement du MALG s'occupant notamment d'acheminer des armes vers l'Algérie. À l'indépendance du pays en 1962, ce dernier reste un temps en Libye en tant que chef de la mission diplomatique algérienne puis rentre en Algérie et devient membre du comité central du FLN en 1964 avant de se retirer de la vie politique à la suite du coup d'État de Houari Boumédiène en 1965.
Durant ses études en sciences économiques à l'université d'Alger, Ihsane El Kadi milite au sein du Groupe communiste révolutionnaire (GCR), un mouvement trotskiste clandestin fondé par des syndicalistes et étudiants pablistes. En 1980, il participe au printemps berbère, ce qui lui vaut d'être arrêté puis emprisonné.

### Journaliste

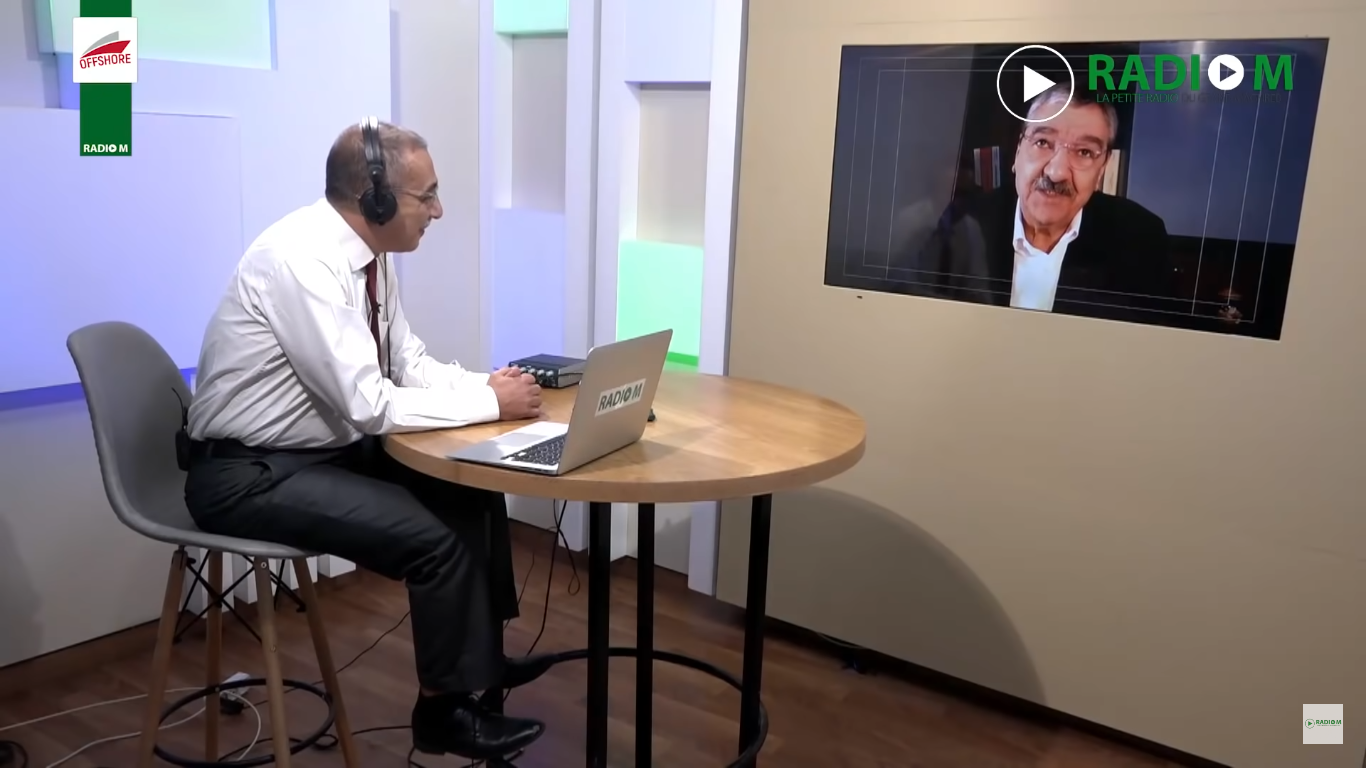
Ihsane El Kadi interviewant Saïd Sadi dans une émission de Radio M

Il se lance dans le journalisme au début des années 1980, et, après avoir commencé sa carrière dans les médias publics, devient rapidement une figure de la presse indépendante. Dans les années 1990, pendant la guerre civile, Ihsane El Kadi est rédacteur en chef du quotidien La Tribune, et se distingue pour son courage à investiguer sur la question des disparus, dans un contexte où les journalistes sont l'une des principales cibles des terroristes du GIA. Il est aussi correspondant du journal français La Croix, et collabore avec Le Quotidien d'Oran.
En 1999, il lance, avec Djamel Ben Ramdan, le site électronique Algeria Interface. Le projet est soutenu par la Olof Palme International Center. Publiant des articles en français et en anglais, il propose du contenu relatif à l'actualité politique et économique, ainsi que des portraits et des reportages,,. Son contenu est reconnu comme étant de qualité,. Pour Chérif Driss, le site produisait « une information jugée politiquement incorrecte » à l'égard du pouvoir. Le site cesse ses publications en 2002.
En juillet 2007, il participe à créer le magazine financier international Les Afriques, premier hebdomadaire panafricain rédigé par des journalistes basés en Afrique. Ses rédacteurs en chef sont, pour la finance, Adama Wade (établi à Casablanca), pour l'économie et la politique, Ihsane El Kadi (basé à Alger) et pour la gestion publique et la coopération, Chérif Elvalide Seye (Dakar). En 2009, il est l’un des premiers à monter un journal uniquement en ligne, Maghreb émergent, spécialisé dans l’actualité économique de la Mauritanie jusqu’à la Libye.
En 2013, il fonde la web radio Radio M. Celle-ci a pour origine l'émission Café Presse Politique lancée en vue de l'élection présidentielle algérienne de 2014 et animée par des journalistes du journal économique Maghreb émergent. La web radio et ce programme sont ensuite pérennisés.
En août 2014, Ihsane El Kadi lance le HuffPost Algérie en collaboration avec le HuffPost. Après la fermeture du HuffPost Maghreb en décembre 2019, le site prend le nom de Radio M Post, et devient le portail web de la web radio.

### Couverture du Hirak
Alors que la répression contre les figures du hirak s'intensifie à l'approche des élections législatives algériennes de 2021, deux jours avant le scrutin du 12 juin, les services de sécurité arrêtent l'opposant Karim Tabbou, Ihsane El Kadi et le journaliste Khaled Drareni, figures de la contestation. Ceux-ci se voient ainsi interdits de parler à la presse pendant quarante-huit heures dans le cadre de la procédure judiciaire,.

## Condamnations
Jugé en juin 2022 pour « diffusion de fausses informations à même de porter atteinte à l’unité nationale », « perturbations des élections » et « réouverture du dossier de la tragédie nationale », pour un article d’analyse publié le 23 mars 2021 dans lequel il prône « l'inclusion » dans le Hirak de Rachad, le journaliste algérien est condamné par le tribunal de Sidi M’Hamed, à Alger, à six mois de prison ferme sans mandat de dépôt et 50 000 dinars d’amende (322 euros). 
Il est de nouveau arrêté dans la nuit du 23 au 24 décembre 2022 et les locaux des sites Radio M et Maghreb Emergent sont perquisitionnés et mis sous scellés,. Poursuivi sur la base d’articles du code pénal relatifs aux publications et aux dons (notamment l’article 95 bis) il a été placé en détention provisoire jeudi 29 décembre. 
Le 16 janvier 2023, la justice algérienne confirme son placement en détention. Sa date de jugement est initialement fixée au 12 mars. Plusieurs charges initialement retenues contre lui ayant été abandonnées après son audition par le juge d'instruction, il reste inculpé pour « financement étranger de son entreprise ».
Le 26 mars, le procureur requiert cinq ans de prison fermes à son encontre,. Le 2 avril, le tribunal de Sidi M'Hamed à Alger condamne Ihsane El Kadi, à cinq années de prison, dont deux ans ferme. Sa peine est alourdie en appel : il est condamné à sept ans de prison, dont cinq ferme, le 18 juin.
Le 12 octobre 2023, la Cour suprême, la plus haute instance judiciaire d'Algérie, a rejeté les pourvois en cassation déposés par les avocats de Ihsane El Kadi. C’était l’ultime recours en justice possible, et le jugement le condamnant à sept ans de prison, dont cinq ferme, devient définitif.

### Soutiens au journaliste
À la suite de son arrestation, l'ONG de défense des journalistes Reporters sans frontières dénonce dans un communiqué adressé à l'ONU « l'acharnement judiciaire » subi par Ihsane El Kadi :

« Nous demandons à la Rapporteuse spéciale des Nations unies d’appeler d’urgence les autorités au respect de leurs obligations internationales et constitutionnelles. Les Nations unies doivent exiger la libération immédiate d’Ihsane El Kadi et l’abandon pur et simple de poursuites fallacieuses qui ne visent qu’à le réduire au silence. »

De son côté, Khaled Drareni, représentant de RSF en Afrique du Nord, déclare dans un communiqué :

« En décidant de placer Ihsane El Kadi en détention, les autorités ont clairement choisi d’aller jusqu’au bout de leur logique autoritaire pour museler les médias et adresser un message lourd à ceux qui continuent de défendre la liberté d’informer. C’est une situation désolante et dangereuse qui ne peut qu’affecter encore plus l’image de l’Algérie. »

Le 4 janvier 2023, une semaine après le placement en détention d'Ihsane El Kadi, la plateforme l'Orient XXI décide de republier son dernier article, cause probable de son arrestation. Il y dénonce la mainmise de l'armée sur la présidence algérienne.
La semaine suivante, seize patrons de presse de divers pays, dont le prix Nobel de la paix de 2021 Dmitri Mouratov, réunis par RSF, appellent à sa libération. Le 17 janvier l'ONG Amnesty International apporte à son tour son soutien à Ishane El Kadi, dénonce sa détention comme injustifiée, et appelle à sa libération immédiate. Le 27 janvier, RSF met en ligne une pétition appelant à la libération d'Ihsane El Kadi. Cette dernière dépasse 10 000 signatures en un mois.
Le 11 mai, le parlement européen adopte une résolution appelant à la « libération immédiate et inconditionnelle » d'Ihsane El Kadi, à quelques semaines d'une visite en France du président algérien Abdelmadjid Tebboune. Les eurodéputés invitent les institutions de l'Union européenne ainsi que les pays membres à aborder l'affaire avec les autorités algériennes et à condamner ouvertement la répression exercée contre la liberté des médias.
Le 30 mai, une tribune publiée par le quotidien Le Monde, signée par des intellectuels dont Noam Chomsky, Annie Ernaux, Ken Loach et Arundhati Roy, demande la libération du journaliste algérien, « injustement détenu et condamné ». C'est vraisemblablement parce qu'elle en est signataire, selon le même quotidien, qu'Annie Ernaux se voit refuser un visa pour participer au Salon international du livre d'Alger (SILA) 2023.
En janvier 2024, dans une lettre ouverte, plusieurs personnalités demandent au président de la République, Abdelmadjid Tebboune, d'accorder une grâce présidentielle au journaliste. Parmi les personnalités figurent notamment Maïssa Bey, Yasmina Khadra, Louisette Ighilahriz, Fellag, Khaled Drareni,  Merzak Allouache, Kaouther Adimi, Nacer Kettane, Amin Khan, Mohamed Kacimi, Nadia Kaci, Mustapha Benfodil, Elias Zerhouni, Noureddine Melikechi, Bachir Derrais, Salim Bachi.

### Libération et avis du Conseil des droits de l'homme des Nations unies

Prison d'El-Harrach en 2019.

Le 5 juillet 2024, à l'occasion de la Fête de l'Indépendance, il bénéficie d'une grâce présidentielle partielle et sa peine est réduite à trois ans ferme du fait de son âge excédant les 65 ans. Le 25 septembre, alors qu'il a purgé plus de la moitié de la peine, sa demande de libération conditionnelle est cependant rejetée.
Le 1er novembre 2024, Ihsane El Kadi, emprisonné depuis fin de 2022, est libéré de la prison d'El-Harrach après une grâce présidentielle accordée à l'occasion du 70e anniversaire de la Déclaration du 1er novembre 1954, marquant le début de la guerre d'indépendance algérienne,.
En février 2025, il est arrêté et interrogé par les services de la sécurité intérieure et relâché immédiatement,
En avril 2025, un avis rendu par le Conseil des droits de l'homme des Nations unies juge que la détention d'Ihsane El Kadi était arbitraire, aux motifs suivants : « absence de base légale, atteinte à la liberté d’expression, violation du droit à un procès équitable, et motifs discriminatoires liés à son activité journalistique ».

## Distinctions
En 2019, Ihsane El Kadi a été lauréat du prix de la liberté de la Presse Omar Ouartilane. Ce prix, du nom du fondateur et rédacteur en chef du quotidien El Khabar, assassiné le 3 octobre 1995 par les intégristes, récompense un journaliste d'investigation engagé dans le combat pour les libertés et la démocratie en Algérie.
En 2025, la Fondation des Médias de la Sparkasse Leipzig honore Ihsane El Kadi avec le « Prix pour la Liberté et l’Avenir des Médias » qui récompense des professionnels et institutions des médias dont le travail met en avant la liberté de la presse et la liberté d’expression. Le prix, doté de 10 000 euros, doit lui être remis en octobre à Leipzig en Allemagne